# Maurice MacGibbon
Maurice MacGibbon (auch Fitzgibbon), O. Cist. († 1578) war ein irischer Zisterzienser, Diplomat im Dienste des Heiligen Stuhls und 1567–1578 Erzbischof von Cashel.

## Leben
Maurice MacGibbon war Zisterziensermönch und wurde Abt des Klosters St Mary de Magio in Monasternenagh in der Grafschaft Limerick. Da er vermutlich in jungen Jahren viel gereist war, beherrschte er mehrere Fremdsprachen. Am 4. Juni 1567 wurde er während des Pontifikats von Papst Pius V. zum Erzbischof von Cashel ernannt. Am 15. Juni 1567 wurde er von Egidio Valenti, Bischof von Nepi e Sutri, zum Bischof geweiht. Kokonsekratoren waren Thomas Goldwell, Bischof von St. Asaph und Giacomo Galletti, Bischof von Alessano. MacGibbon diente bis zu seinem Tod als Erzbischof von Cashel.
Um Erzbischof werden zu können, mussten ihm sowohl die uneheliche Geburt als auch den mangelnden Universitätsabschluss erlassen werden.

## Wirken in Spanien
Bereits Ende April 1568 wirkte er als katholischer Gesandter in Spanien und versuchte, die spanischen Behörden dazu zu bringen, in seinem Namen für Königin Elizabeth I. von England einzutreten, da er besorgt war, in Irland verhaftet zu werden. Im Mai wurde klar, dass die Königin MacGibbons Anwesenheit in Irland nicht tolerieren würde. Der päpstliche Nuntius in Spanien erlaubte dem irischen Bischof daher, auf unbestimmte Zeit in Spanien im Exil zu bleiben.
Fitzgibbon kehre allerdings November nach Irland zurück, aber er wurde von James MacCawell, einem rivalisierenden Erzbischof, aus Cashel vertrieben, bevor er in der Kathedrale eine Messe feiern konnte.
Anfang 1569 war er bei einem Treffen der führenden Herren und katholischen Prälaten von Munster anwesend, die beschlossen, König Philipp II. von Spanien um militärische Hilfe bei ihrem geplanten Aufstand gegen die englische Herrschaft zu bitten. Fitzgibbon sollte ihr Botschafter sein. Er verließ Irland Anfang Februar und erreichte im April Spanien, wo er dem König seine Bitte vorlegte. Philip war mitfühlend und gewährte ihm eine jährliche Rente von 1.000 Dukaten. Darüber hinaus zog Fitzgibbon bald die Schirmherrschaft mächtiger spanischer Minister und Höflinge an, insbesondere Kardinal Espinosa, der ihm innerhalb eines Jahres militärische Hilfe zusicherte. Ermutigt schrieb er an die Münsteraner Konföderierten, die ihre Rebellion begannen.
Fitzgibbon war jedoch zu leichtgläubig gewesen. Philipp hoffte, seine Beziehungen zu Elizabeth zu verbessern und wartete auf ihre Antwort auf seine Ouvertüren; bis dahin hatte er nicht die Absicht, das bischöfliche Unternehmen zu unterstützen. Verärgert über den mangelnden Fortschritt warfen die Munster-Rebellen am 4. Mai 1570 Fitzgibbon vor, er hätte in ihnen falsche Hoffnungen geweckt und seine Mission nicht erfüllt.
Später in diesem Jahr erlitt Fitzgibbon weitere Rückschläge. Zunächst warf ihm Papst Pius V. am 29. Juli vor, er habe Spanien ohne seine Zustimmung den irischen Thron angeboten.

## Exil
Völlig diskreditiert verließ Fitzgibbon im Januar 1571 Spanien und reiste nach Paris. Er tat dies ohne Erlaubnis von Philipp, der seine Agenten in der Stadt anwies, die Aktivitäten des Erzbischofs zu überwachen. Fitzgibbon hoffte, in Frankreich Unterstützung für die irischen Rebellen zu gewinnen, insbesondere von der ultrakatholischen Guise-Fraktion. Am 26. März traf er zum ersten Mal mit dem englischen Botschafter Sir Francis Walsingham zusammen, um eine Wiederherstellung seines Bischofsamtes zu erwirken. Walsingham misstraute Fitzgibbon allerdings.
Fitzgibbon war inzwischen in finanzieller Not (seine spanische Rente wurde vermutlich storniert) und nahm Kontakt zu Walsingham wieder auf. Fitzgibbon wollte die Durchreise nach Irland über England sichern. Anfangs akzeptierte er Walsinghams Angebot des sicheren Geleits, überlegte es sich aber anders und weigerte sich schlussendlich, zu gehen. Er fürchtete Folter und Hinrichtung anhand der Engländer. Im April floh er aus Paris nach Nantes.
Er scheint noch einmal nach Spanien gegangen zu sein, bevor er Ende 1571 nach Irland zurückkehrte. Er wurde im April 1572 in Dundee, Schottland, festgenommen und in Leith inhaftiert. Elizabeth drängte sofort auf seine Auslieferung, aber die Schotten forderten ein Kopfgeld, das die Monarchin nicht bezahlen wollte. Während seiner Gefangenschaft betonte Fitzgibbon wiederholt, er sei Untertan des spanischen Königs.